# Yusidey Silié
Yusidey Silié Frómeta (Havana, 11 de novembro de 1984) é uma jogadora de voleibol cubana. Atua como levantadora e desde 2002 defende a Seleção Cubana. Esteve na equipe que disputou os Jogos Olímpicos de 2008, acabando a competição em quarto lugar.
A nível de clubes, foi campeã da Liga Nacional Cubana de 2010 com o Ciudad de La Habana.

## Premiações individuais
- Liga Nacional Cubana de 2010 "Most Valuable Player (MVP)"
- Liga Nacional Cubana de 2010 "Melhor Levantadora"

## Clubes
| Clube               | País | Temporadas |
| Ciudad de La Habana | Cuba | 2005-2010  |